# Cadillac XT4
La Cadillac XT4 è uno sport utility vehicle prodotto dalla Cadillac e presentato al Salone dell'automobile di New York nel 2018.

## Profilo

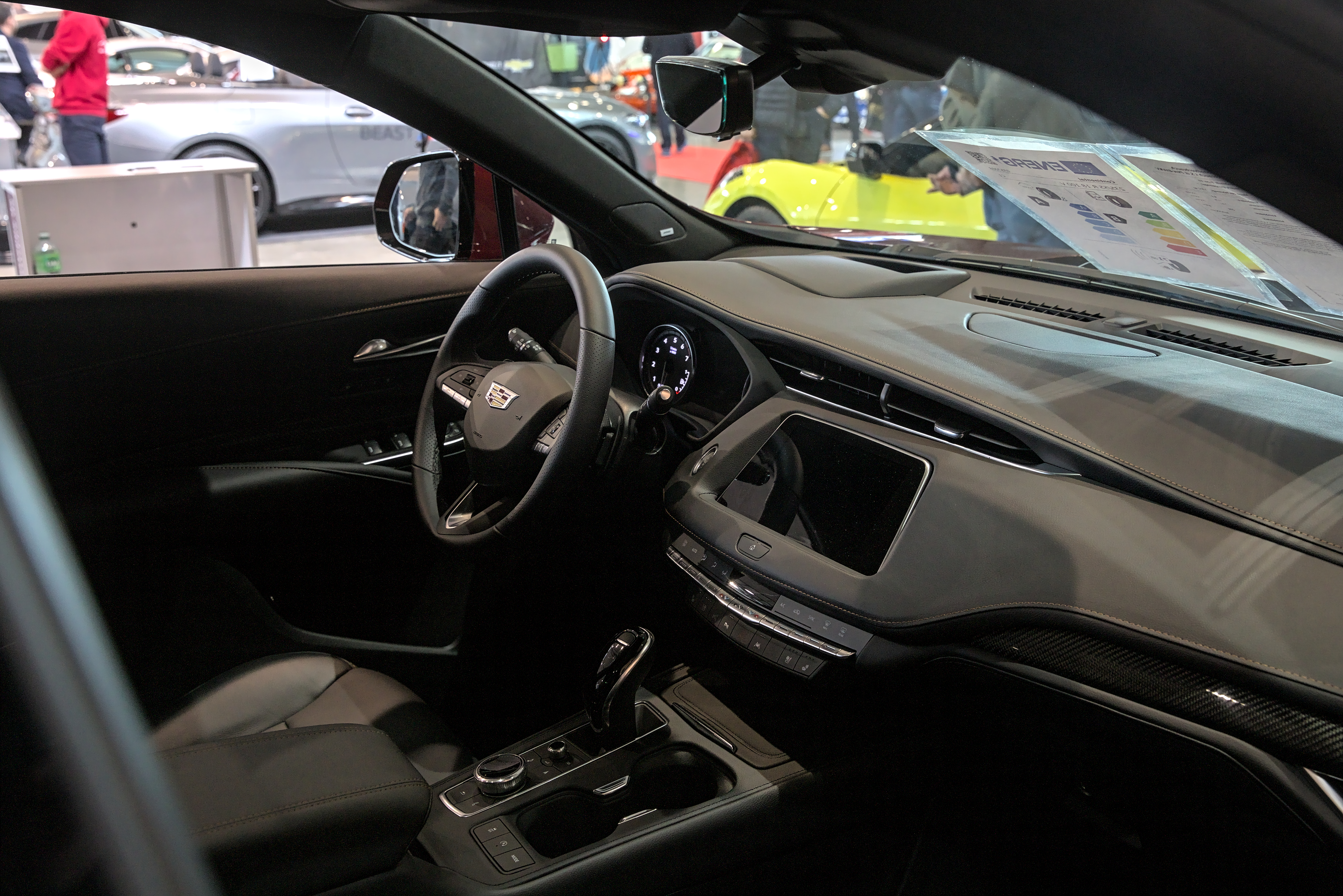
Interni della XT4

La vettura presenta delle dimensioni ridotte rispetto alla sorella XT5 con lo scopo di affermare maggiormente le vendite in Europa. Esteticamente si differenzia per una calandra ridisegnata a nido d'ape, dei fari full-LED di serie, di cui quelli posteriori salgono ai lati del lunotto, e cerchi in lega da 18".
Negli interni troviamo inserti fatti in pelle come i sedili regolabili elettricamente, climatizzatore e cambio automatici, infotainment Cadillac User Experience da 8" e per il motore un nuovo servofreno elettroidraulico.

## Motorizzazioni

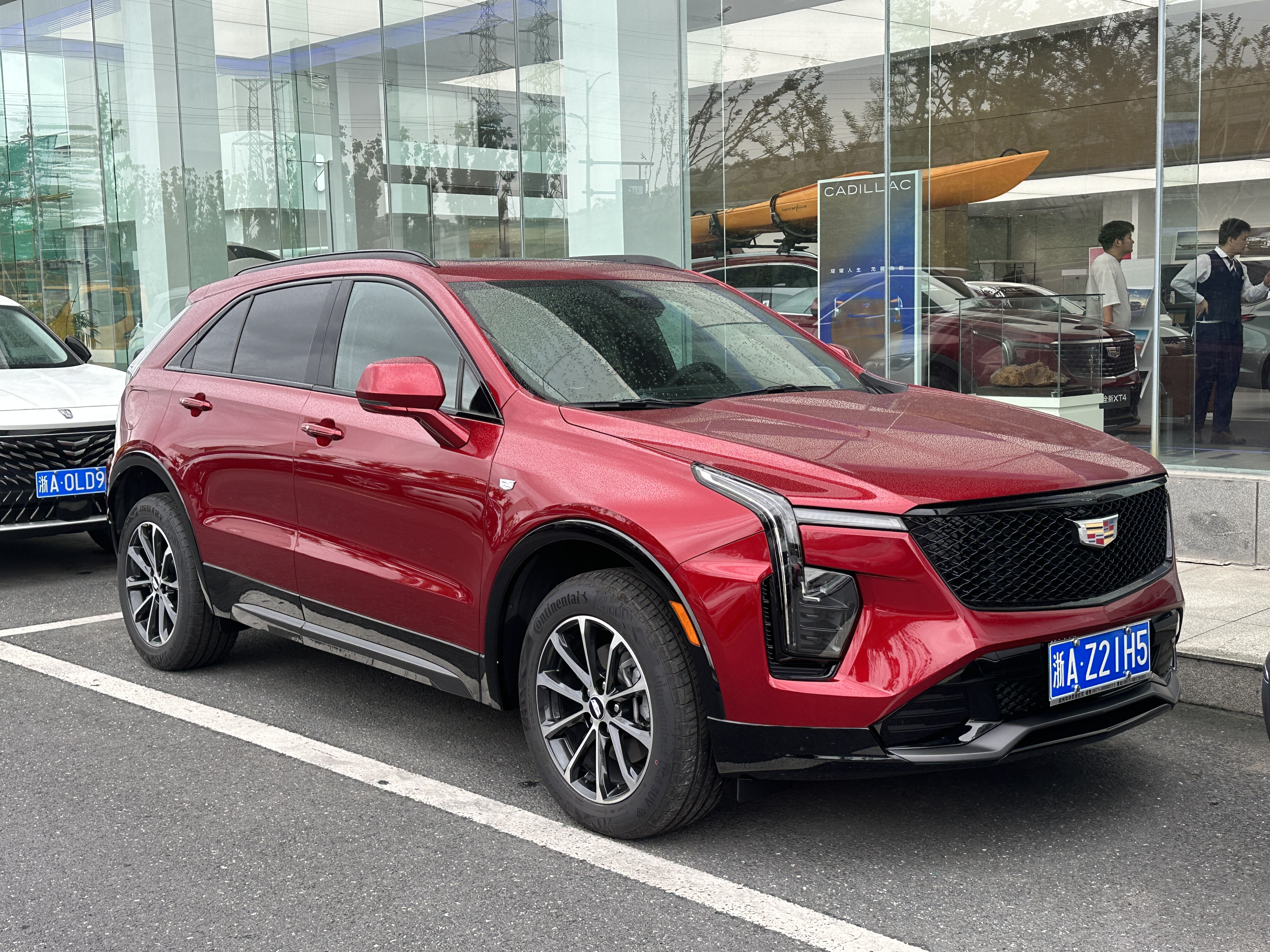
Restyling

La Cadillac XT4 è spinta da un motore a quattro cilindri 2.0 alimentato a benzina, con una potenza di 237 cv, 380 Nm di coppia e velocità massima di 210 km/h per un consumo tra 13,2 e 13,9 chilometri con un litro. Nell’ottobre 2019, durante la presentazione del modello per il mercato italiano, viene confermata l’adozione di un motore 2.0 diesel capace di sviluppare 174CV e 381 Nm di coppia massima. Il nuovo propulsore, sviluppato appositamente per il mercato europeo, è stato progettato dal centro ingegneristico General Motors Global Propulsion System di Torino. Nel 2020 la conferma del motore diesel e delle versioni con trazione anteriore e trazione integrale, abbinate a un cambio automatico a 9 rapporti.

## Restyling 2023
La vettura è stata aggiornata nel 2023, con un frontale rinnovato e aggiornamenti agli interni tra cui un display touchscreen LED curvo da 33 pollici, un sistema stereo AKG a 13 altoparlanti opzionale.